# Lauttasaari (ö i Mellersta Finland)
Lauttasaari är en ö i Finland. Den ligger i sjön Pitkäjärvi och i kommunen Jämsä i landskapet Mellersta Finland, i den södra delen av landet, 170 km norr om huvudstaden Helsingfors. Öns area är 5,5 hektar och dess största längd är 440 meter i öst-västlig riktning.